# Ngalla (Widikum)
Pour les articles homonymes, voir Ngalla.
Ngalla est l'un des villages de la commune de Widikum-Boffe, département de la Momo de la région du Nord-Ouest du Cameroun.

## Population
Lors du recensement de 2005, le village comptait 1 721 habitants. 
Une étude de terrain de 2011 évalue la population à 8 012 personnes, principalement du clan Bussam.